# Bento Gonçalves
Bento Gonçalves là một đô thị thuộc bang Rio Grande do Sul, Brasil. Đô thị này có diện tích 382,5 km², dân số năm 2007 là 100643 người, mật độ 376,5 người/km².

## Thành phố kết nghĩa
Bento Gonçalves kết nghĩa với:
- Brentonico, Ý
- Cartaxo, Bồ Đào Nha
- Isera, Ý
- Luján de Cuyo, Argentina
- Mori, Ý
- Nogaredo, Ý
- Rovereto, Ý
- Terragnolo, Ý
- Trambileno, Ý
- Villa Lagarina, Ý